# Scatopse nivemaculata
Scatopse nivemaculata är en tvåvingeart som beskrevs av Yang 2003. Scatopse nivemaculata ingår i släktet Scatopse och familjen dyngmyggor. Inga underarter finns listade i Catalogue of Life.